# Maxime Cornu
Marie Maxime Cornu (n. 16 iulie 1843, Orléans – d. 3 aprilie 1901, Paris) a fost un botanist și micolog francez, profesor pentru agricultură la Museum d’Histoire Naturelle (Muzeul de Historie Naturală) precum președinte al Société botanique de France (Asociația Botanică a Franței). Abrevierea numelui său în cărți științifice este Cornu.

## Biografie

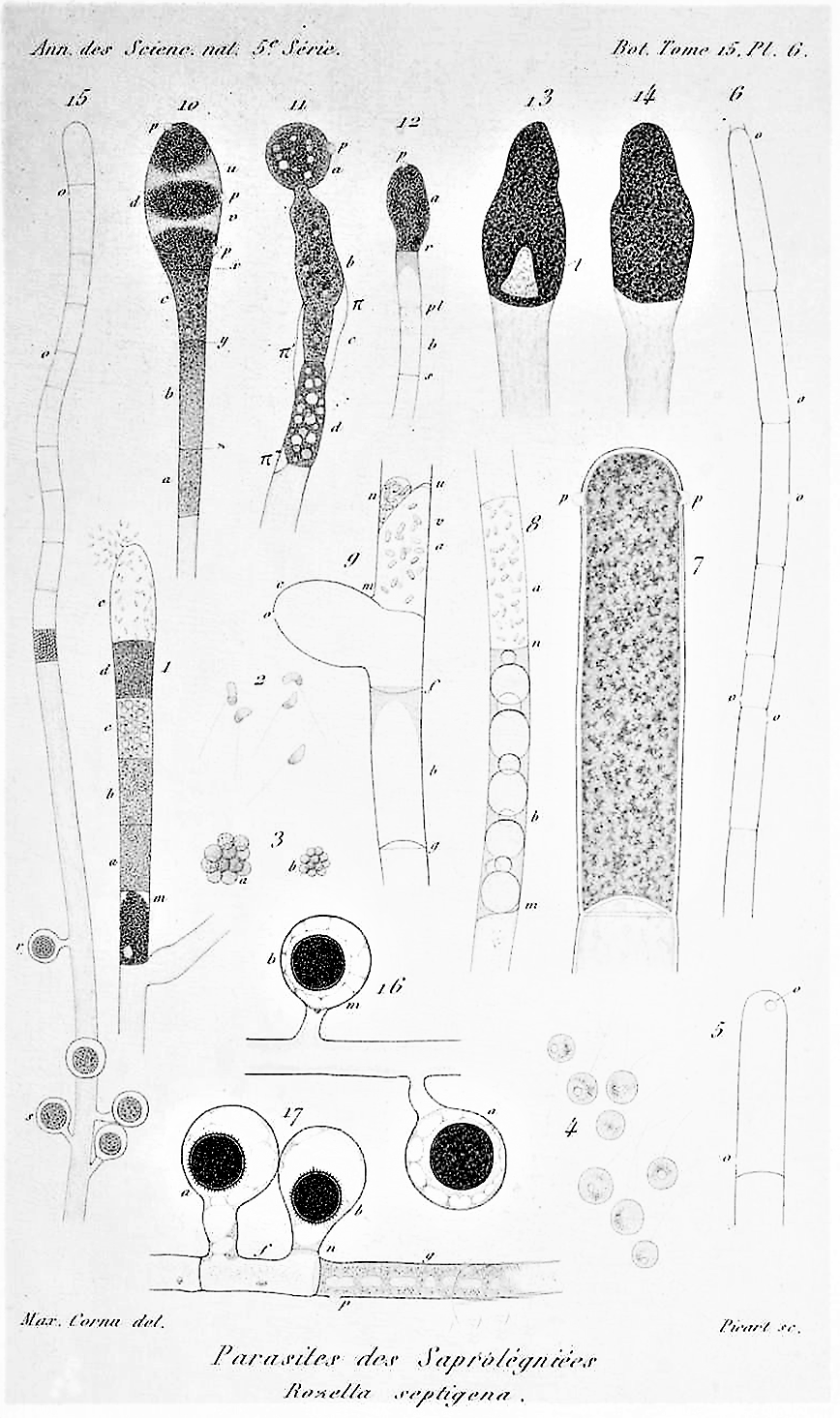
Cornu: Rozella septigena

Maxime Cornu a studiat la École normale supérieure (un tip de scoală elitară în țările francofone) și în anul 1872 a obținut doctoratul în științe naturale. În același an a publicat teza lu,i Monographie des Saprolégniées, în jurnalul Annales des Sciences Naturelles Botanique cu genul de ciuperci Rozella care conține 22 de specii. După acea a fost angajat ca asistent științific la Museum d’Histoire Naturelle. Datorită abilităților sale dovedite, a devenit acolo deja în 1876 profesor suplinitor pentru biologie. Cornu a dezvoltat metode pentru cercetări criptogamice, s-a ocupat cu problematica mucegaiul pufos (Plasmopara viticola) pe frunze de vii, și a participat în comisia pentru combaterea filoxerei care a pustiit podgoriile franceze pe acest timp, iar în 1884 a fost numit profesor titular de horticultură, funcție pe care a întreținut-o până la moartea sa în 1901. În această perioadă a reorganizat grădinile și serele ale Jardin des Plantes (grădina de plante) și a dezvoltat tehnici de conservare a semințelor de grâu pentru păstrarea lor mai efectivă.
Cornu a mai fost președinte al Société botanique de France (Asociația Botanică a Franței) din 1897, inspector general al viticulturii și a bolilor parazitare. precum inspector general de agricultură.
Cunoscutul și apreciatul savant, fratele renumitului fizician Alfred Cornu (n. 6. martie 1841, Orléans – d. 12 aprilie 1902, Romorantin-Lanthenay), este înmormântat în Cimitirul Père-Lachaise din Paris.

## Onoruri
Cornu a fost membru sau atașat mai multor asociații științifice, ca de exemplu:
- Secretar al Comitetului Academic de Filoxeră
- Membru și președinte (1897) al Société botanique de France
- Membru corespondent al Societății Italiene de Criptogamie
- Membru titular al Académie d'agriculture de France (1882)
- Delegat al Academiei Franceze de Științe

## Publicații (selecție)

Observations sur le Phyloxera

- Des préparations microscopiques tirées du règne végétal et des différents procédés à employer pour en assurer la conservation, Editura F. Savy, Paris 1872
- Monographie des Saprolégniées, cu 7 p. plăci, Editura E. Martinet , Paris 1872
- Études sur la nouvelle maladie de la vigne, Editura Imprimerie Nationale, Paris 1876
- Études sur le phylloxera vastatrix, Editura Imprimerie Nationale, Paris 1878, cu 27 de plăci colorate
- Note sur quelques champignons de la flore de France, în: Bulletin de la Société botanique de France, vol. XXV, nr. 6, Editura E. Martinet, Paris 1878, p. 210-214
- Champignons rares ou nouveaux pour la flore des environs de Paris, în: Bulletin de la Société botanique de France, vol. XXV, Editura E. Martinet, Paris 1879, p. 173-182
- Anatomie des lésions déterminées sur la vigne par l'anthracnose, în: Bulletin de la Société botanique de France, vol. XXV, Editura E. Martinet, Paris 1879, p. 227-230
- Sur quelques champignons de France, în: Bulletin de la Société botanique de France,vol. XXVIII, nr. 6, Editura E. Martinet, Paris 1881
- Champignon observé sur un insecte. Du rôle des champignons dans la nature, referat la: Association française pour l'avancement des sciences. Congrès d'Alger, 15 aprilie 1881, Editura Chaix , Paris 1882, 8 p. (împreună cu Charles Brongniart)
- Études sur les Péronosporées I & II, Editura Gauthier-Villars, Paris 1881
- Observations sur le Phyloxera et sur le parasitaires de la vigne, Editura Gauthier-Villars, Paris 1882
- Rapport sur le dépérissement et la mort des mûriers, Editura Imprimerie Nationale, Paris 1883
- Dictionnaire d'horticulture, vol. 1, Editura P. Klincksieck, Paris 1899 (împreună cu Désiré Bois, la vol. 2 nu a mai contribuit)